# Moriszaki Kódzsi
Moriszaki Kódzsi (Hirosima, 1981. május 9. –) japán válogatott labdarúgó.

## Nemzeti válogatott
A japán U23-as válogatott tagjaként részt vett a 2004. évi nyári olimpiai játékokon.